# Camela
Camela est un groupe de tecno-rumba espagnol, originaire de San Cristóbal de los Ángeles. Le groupe est composé de Dionisio Martín Lobato (chant-composition) et María de los Ángeles Muñoz Dueñas (chant-composition), Miguel Ángel Cabrera Jiménez (claviers-composition) ayant quitté Camela en 2013.
Grâce aux critiques et à la médiatisation, le groupe s'affiche comme un phénomène dans la musique espagnole et l'un des plus vendeurs durant son passage. Camela est le second groupe le plus médiatisé d'Espagne durant les vingt dernières années après La Oreja de Van Gogh.

## Histoire

### Débuts
Ángeles, Dioni et Miguel Ángel étaient à l'époque des adolescents issu des quartiers sensibles. Leur amitié et leur amour partagée pour la musique les amenaient à se retrouver dès qu'ils le pouvaient pour chanter des chansons d'artistes connus. En 1990, le groupe réalise sa première composition musicale (Tinieblas) qu'ils se partageaient entre amis ou entre membres de famille, mais qui n'a jamais été commercialisé. Plus tard, en 1992, le groupe décide de composer un autre titre intitulé Junto a mí. Cependant, ils avaient besoin de recueillir 200 000 pesetas qu'aucun ne possédait, dans l'espoir de vendre quelques bandes et de récupérer une partie de l'argent. Avec l'aide de la famille et des amis, le groupe publie une deuxième démo intitulée Me gustan tus ojos, et gagne en succès.
À la suite de la commercialisation et de l'énorme succès de ce deuxième titre, le groupe se forme une réputation et un public. Corral Alfonso, propriétaire d'un petit label indépendant, les remarque alors et leur offre un contrat. Par la suite, leur premier album officiel intitulé Tears of Love, qui devait initialement être sous format CD, est commercialisé sous format cassette.

### Période AR (1994—1999)
Avec Lágrimas de amor, Camela s'impose sur la scène musicale espagnole. Leur formule était simple et nouvelle : des chansons composées par Miguel Ángel qui reflétaient des histoires, généralement d'amour et de chagrin, en utilisant un vocabulaire très proche des auditeurs. Des registres vocaux flamenco, encadrés dans des structures pop. Avec comme accompagnement principal des synthétiseurs, des séquenceurs et des bases techno.
Surpris par leur succès, ils sortent en 1995 Sueños inalcanzables. Le style musical de Camela devient de plus en plus populaire grâce au bouche à oreille, à tel point qu'elle fait école auprès d'une multitude d'artistes et de groupes qui tentent de se frayer un chemin dans ce style et même dans leur esthétique. En 1996, après une tournée épuisante et face à la difficulté de produire un nouveau répertoire, ils réenregistrent les chansons de leurs démos, ce qu'ils font avec autant d'enthousiasme que de ressources limitées, pour offrir à leurs fans Sus 12 primeras canciones.
L'année 1998 voit naître deux nouveaux albums : Camela Dance, qui reprend certaines des chansons qui ont été les plus grands succès, et un autre album inédit, Sólo por ti, dans lequel on peut entendre Camela plus mûre et plus fidèle à elle-même. Avant d'apparaître physiquement dans les bacs, quelque 160 000 exemplaires de cet album ont été distribués. Le trio est signé par la maison de disques multinationale EMI Hispavox, mais sa relation avec Producciones AR n'est pas encore terminée. No puedo estar sin él sort en 1999 ; c'est un album considéré par certains fans comme l'enfant bâtard du groupe, car il est composé de chansons qui ont été écartées des projets précédents. De plus, il sort sans l'accord du groupe, ce qui a retardé leurs projets avec EMI. Sa principale nouveauté réside dans les débuts de Dioni en tant qu'auteur d'une chanson et de deux autres composées par Javier Labandón Pérez, plus tard connu sous le nom de El Arrebato.

### Période EMI (2000—2011)

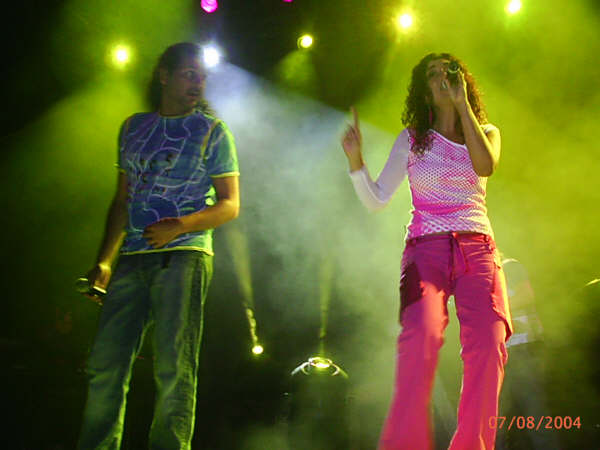
Camela en concert en 2004.

Au printemps 2000, Simplemente amor apparait sur le marché ; c'est un projet dans lequel leurs fans craignaient des changements trop drastiques, étant donné qu'ils étaient soutenus par une multinationale. Cependant, l'œuvre conserve l'essence du groupe, avec quelques améliorations dans la qualité des arrangements musicaux. D'autre part, ils mettent de côté les styles ostentatoires qu'ils avaient l'habitude de porter lors de leurs premières représentations, adoptant un look plus décontracté. Le changement d'apparence le plus frappant est celui d'Ángeles.
En 2001, ils se rendent en Amérique latine pour se faire connaître. Leur surprise fut qu'au Chili, ils étaient déjà bien connus et lors de leur première apparition au Paseo Ahumada à Santiago, quelque 20 000 personnes se pressaient et la police pouvait à peine les contrôler,. Ils donnent ensuite un énorme concert au stade Santa Laura dans la même ville. À l'automne, ils sortent Amor.com, et battent à nouveau des records de vente avec 400 000 exemplaires ajoutés aux plus de quatre millions de disques qu'ils avaient déjà vendus, ce qui leur avait valu un disque de diamant. À la fin de la même année, Ángeles participe au nom du trio au gala Hay que volver a empezar, un programme télévisé réunissant plusieurs artistes espagnols qui ont condamné la violence sexiste.
Dans l'album suivant, Por siempre tú y yo, Miguel Ángel cède la composition à Ángeles, Dioni et Rubén (le fils adolescent de ce dernier), ce qui donne un air frais et renouvelé aux chansons.
Lorsqu'ils ont fêté leur dixième anniversaire en tant que groupe établi en 2004, ils ont décidé de le célébrer avec un autre album inédit, 10 de corazón, qui incluait un DVD bonus pour leurs fans. Quelques mois plus tard, l'album est réédité, avec un nouveau contenu et une collaboration avec El Arrebato, dans la chanson Mi gente. L'année suivante, ils sortent une double compilation, Camela Oro, de chansons enregistrées avec EMI et suivent la tournée qu'ils ont entreprise pour leur anniversaire.
Ils font à nouveau parler d'eux en 2006 avec Se Ciega X Amor, et en 2007 avec Te Prometo El Universo, suivant leur coutume d'un album par an. Dans le premier, la participation de José Luis Cantero alias « El Fary » dans la chanson Mi viaje, étant sa dernière collaboration un an avant son décès, et aussi celle d'un chœur gospel avec la chanteuse Juana Salazar (La Tobala) dans la chanson Se ciega por amor. Parmi ces derniers, il convient de mentionner le fandango Te prometo, madre, chanté par Dioni. En 2008, ils sortent Laberinto de Amor, un album qui combine le son le plus caractéristique du trio avec des styles actuels tels que le jazz, la pop andalouse, l'ambient et le rock.
En 2009, ils célèbrent leur 15e anniversaire et sortent une compilation intitulée Dioni, Ángeles y Miguel, le CD contient trois chansons inédites composées par chacun des membres, et ils préparent également une tournée qui dure tout au long de l'année 2010. Lors de l'un de ces concerts, ils se produisent pour la première fois dans un théâtre, le teatro Calderón de Madrid, où ils invitent des artistes et groupes tels que Los Chichos, El Arrebato, Estopa, Valderrama, Cómplices, Fangoria et María Toledo.
La magia del amor est le nom du quatorzième album de Camela sort le 31 mai 2011, qui apporte avec lui plusieurs changements, car cette fois ils n'ont pas travaillé avec leur producteur habituel Daniel Muneta, mais avec le musicien Jacobo Calderón. Camela entame une tournée de présentation qui couvre l'ensemble des années 2011, 2012 et 2013 (sans Miguel la dernière année).

### Désormais duo et période Warner (depuis 2014)

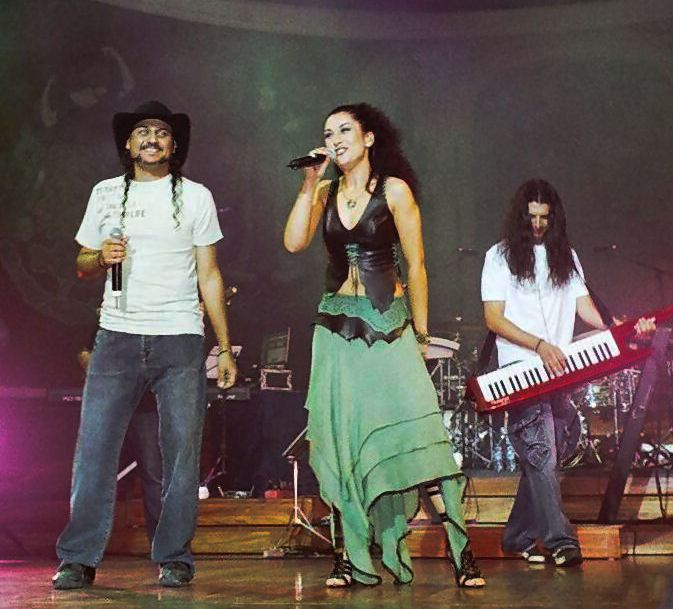
Dioni, Ángeles et Miguel Ángel (actuellement ex membre) en 2006.

Le 23 février 2013, le départ de Miguel Ángel Cabrera (membre, fondateur, claviériste et compositeur de Camela) est annoncé, en raison de l'absence d'accord avec ses coéquipiers concernant les contributions qu'il avait proposées au cours de la dernière décennie, et aussi en raison de son besoin d'entreprendre de nouveaux projets dans lesquels il pourrait mettre ses espoirs et ses rêves. De leur côté, Ángeles et Dioni continuent sous le nom de Camela, préparant de nouveaux projets musicaux, désormais en duo. Le désormais duo continue à passer par les studios, selon des déclarations occasionnelles, et les affiches annonçant les concerts ne contenaient que la photo des deux chanteuses.
Le 24 juin 2014, leur quinzième album, Más de lo que piensas (avec une nouvelle maison de disques, en raison de la disparition de EMI Music Spain. À partir de cet enregistrement, on commence à distinguer deux tendances dans la production des chansons, qui, bien que perceptibles depuis un certain temps, n'étaient pas aussi évidentes. La moitié du répertoire est composée par Rubén et dirigée par Dioni (avec la collaboration de Silvio Ocaña, directeur musical du groupe en tournée). Cette partie de la production met l'accent sur la récupération et la conservation des sonorités originales qui ont contribué à façonner l'identité du groupe à ses débuts. L'autre moitié de l'album a été composée par Ángeles et dirigée par Miguel Ángel Collado, avec des éléments instrumentaux et des rythmes innovants. Avec 11 nouvelles pistes, leur premier single Ya se acabó el tener dueño, est une chanson qui dénonce la violence de genre. Le clip de No lo merezco met en scène des personnalités telles que Alaska, Mario Vaquerizo et Cristina Pedroche.
Le 2 juin 2017, ils publient leur seizième album, Me metí en tu corazón. Celui-ci suit le même schéma de travail que son prédécesseur. Également comme celui-ci, dès la première semaine suivant sa sortie, ils se sont directement hissés à la première place du classement Promusicae. Leur premier single No pongas riendas al corazón, est un clin d'œil à la diversité sexuelle et à l'amour libre.
Le 17 juin 2020, leur première autobiographie officielle Camela por Camela est publiée. Le 24 du même mois, ils sortent un nouveau single, Su locura, mi placer, qui fera partie de leur prochain album. Almudena Cid est invitée dans le clip vidéo. En 2021, deux autres nouveaux singles sont sortis, En el bolsillo de mi corazón, qui a un vidéoclip rempli de célébrités amies du duo comme Dulceida, Mahi Masegosa ou Fabiola Martínez, parmi d'autres. Le 15 octobre de la même année, ils sortent Ella es, une chanson considérée comme très spéciale, car c'est l'une des premières chansons enregistrées par le groupe, composée par Ruben Martín, fils de Dioni, mais qu'ils décident de ne pas publier et de donner au groupe Los Caños.
Le groupe continue à jouer de nombreux concerts en 2022 et 2023.
En 2024, Camela reçoit la Médaille d'or du mérite des beaux-arts, décernée par le Ministère de l'Éducation, de la Culture et des Sports espagnol.

## Discographie

### Albums studio
- 1994 : Lágrimas de amor
- 1995 : Sueños inalcanzables
- 1996 : Sus 12 primeras canciones
- 1997 : Corazón indomable
- 1998 : Sólo por ti
- 1999 : No puedo estar sin él
- 2000 : Simplemente amor
- 2001 : Amor.com
- 2003 : Por siempre tú y yo
- 2004 : Diez de corazón
- 2006 : Se ciega x amor
- 2007 : Te prometo el universo
- 2008 : Laberinto de amor
- 2009 : Dioni, Ángeles y Miguel
- 2011 : La magia del amor
- 2014 : Más de lo que piensas
- 2017 : Me metí en tu corazón
- 2022 : Que la música te acompañe

### Compilations
- 1997 : Palabras de papel, Me gustan tus ojos, Sueños rotos, Báilame y otras...
- 2000 : Camela: 24 Éxitos De oro
- 2002 : Bella Lucia: 26 canciones de amor
- 2003 : Camela: En concierto 1998 (2CD's + DVD)
- 2003 : Camela
- 2004 : Serie Fundamentales 3 CD's
- 2005 : Lo Mejor De Camela (uniquement publié en Amérique)
- 2005 : Camela Oro: La Colección
- 2005 : Camela Platino: Las Canciones
- 2007 : Camela: 16 canciones de amor
- 2007 : Camela: Su mejor época, 50 canciones de oro
- 2008 : Camela: Vídeo "karaoke" y éxitos
- 2009 : Dioni, Ángeles y Miguel
- 2009 : Camela: 24 historias de amor 1994-1995
- 2009 : Camela: 22 historias de amor 1996-1997
- 2011 : Serie 2 Original Classic Albums (Simplemente Amor/Amor.com)
- 2013 : Serie 4 Álbumes
- 2020 : Serie 2CD Originales (Más De Lo Que Piensas/Me Metí En Tu Corazón)
- 2021 : Camela Vol 1. 3 CD's

### Albums de remixes
- 1998 : Camela Dance
- 2005 : Zona para bailar
- 2011 : Camela and Carlos Jean Mix
- 2011 : Camela Remix Dance

### VHS
- 1995 : Camela en Karaoke y concierto
- 2001 : Camela: en concierto 1998

### DVD
- 2001 : Camela: en concierto 1998
- 2004 : 10 años con Camela
- 2019 : Camela 25 Aniversario